# Liste der Stolpersteine in Bad Vilbel
In der Liste der Stolpersteine in Bad Vilbel werden die vorhandenen Gedenksteine aufgeführt, die im Rahmen des Projektes Stolpersteine des Künstlers Gunter Demnig bisher in Bad Vilbel verlegt worden sind.

## Verlegte Stolpersteine
| Adresse                            | Name                             | Inschrift                                                                                         | Verlegedatum  | Bild | Anmerkung |
| ---------------------------------- | -------------------------------- | ------------------------------------------------------------------------------------------------- | ------------- | ---- | --------- |
| Frankfurter Straße 119 (Standort)  | Johanna Strauss                  | Hier wohnte Johanna Strauss Geb. Klein Jg. 1878 Deportiert 1942 Theresienstadt Treblinka Ermordet | 18. Feb. 2009 |      |           |
| Frankfurter Straße 20 (Standort)   | Simon Wechsler                   | Hier wohnte Simon Wechsler Jg. 1856 Opfer des Pogroms Tot 2.12.1938                               | 18. Feb. 2009 |      |           |
| Frankfurter Straße 20 (Standort)   | Siegried Wechsler                | Hier wohnte Siegried Wechsler Jg. 1892 Deportiert 1942 Ermordet in der Region Lublin              | 6. März 2007  |      |           |
| Frankfurter Straße 20 (Standort)   | Betty Wechsler                   | Hier wohnte Betty Wechsler Geb. Nachmann Jg. 1862 Deportiert 1942 Theresienstadt Tot 15.09.1942   | 18. Feb. 2009 |      |           |
| Frankfurter Straße 20 (Standort)   | Henny Wechsler                   | Hier wohnte Henny Wechsler Geb. Krämer Jg. 1908 Deportiert 1942 Ermordet in der Region Lublin     | 6. März 2007  |      |           |
| Frankfurter Straße 41 (Standort)   | Karoline Schiff                  | Hier wohnte Karoline Schiff Jg. 1874 Deportiert 1942 Theresienstadt Ermordet 10.03.1943           | 14. Okt. 2006 |      |           |
| Wasserweg 2 (Standort)             | Elise Strauss                    | Hier wohnte Elise Strauss Jg. 1871 Deportiert 1942 Theresienstadt Ermordet 11.01.1943             | 14. Okt. 2006 |      |           |
| Frankfurter Straße 104 (Standort)  | Julius Schönfeld                 | Hier wohnte Julius Schönfeld Jg. 1877 Deportiert 1942 Region Lublin Ermordet                      | 18. Feb. 2009 |      |           |
| Frankfurter Straße 104 (Standort)  | Karolina Schönfeld Geb. Schack   | Hier wohnte Karolina Schönfeld Geb. Schack Jg. 1878 Deportiert 1942 Region Lublin Ermordet        | 18. Feb. 2009 |      |           |
| Homburger Straße 15 (Standort)     | Frieda Margot Szametz Geb. Jakob | Hier wohnte Frieda Margot Szametz Geb. Jakob Jg. 1884 Flucht 1936 Palästina Überlebt              | 18. Feb. 2009 |      |           |
| Homburger Straße 15 (Standort)     | Jakob Theodor Szametz            | Hier wohnte Jakob Theodor Szametz Jg. 1915 Flucht 1936 Palästina Überlebt                         | 18. Feb. 2009 |      |           |
| Homburger Straße 15 (Standort)     | Dr. Ludwig Szametz               | Hier wohnte Dr. Ludwig Szametz Jg. 1882 Flucht 1936 Palästina Überlebt                            | 18. Feb. 2009 |      |           |
| Homburger Straße 15 (Standort)     | Ralph Szametz                    | Hier wohnte Ralph Szametz Jg. 1912 Flucht 1936 Palästina Überlebt                                 | 18. Feb. 2009 |      |           |
| Homburger Straße 15 (Standort)     | Ruth Belotte Szametz-Gurevitsch  | Hier wohnte Ruth Belotte Szametz-Gurevitsch Jg. 1913 Flucht Riga Ermordet                         | 18. Feb. 2009 |      |           |
| Frankfurter Strasse 151 (Standort) | Fanny Goldberg                   | Hier wohnte Fanny Goldberg Geb. Lilien Jg. 1869 Deportiert 1942 Theresienstadt Ermordet 9.11.1942 | 14. Okt. 2006 |      |           |
| Frankfurter Strasse 151 (Standort) | Adolf Goldberg                   | Hier wohnte Adolf Goldberg Jg. 1867 Deportiert 1942 Theresienstadt Ermordet 23.11.1942            | 14. Okt. 2006 |      |           |
| Frankfurter Strasse 162 (Standort) | Dr. Albert Chambre               | Hier wohnte Dr. Albert Chambre Jg. 1888 Verhaftet 1938 KZ Dachau Ermordet 14.11.1938              | 6. März 2007  |      |           |
| Frankfurter Strasse 162 (Standort) | Rudolf Martin Homberger          | Hier wohnte Rudolf Martin Homberger Jg. 1893 Deportiert 1942 Auschwitz Ermordet 27.10.1942        | 6. März 2007  |      |           |
| Frankfurter Strasse 125 (Standort) | Emma Strauss Geb. Goldberg       | Hier wohnte Emma Strauss Geb. Goldberg Jg. 1874 Deportiert Ermordet in Auschwitz                  | 6. März 2007  |      |           |
| Frankfurter Strasse 119 (Standort) | Hugo Strauss                     | Hier wohnte Hugo Strauss Jg. 1876 Deportiert 1942 Theresienstadt Treblinka Ermordet               | 18. Feb. 2009 |      |           |
| Ritterstraße 41 (Standort)         | Isidor Franz Strauss             | Hier wohnte Isidor Franz Strauss Jg. 1880 Deportiert 1945 Theresienstadt Befreit Tot 12.08.1945   | 14. Okt. 2006 |      |           |
| Frankfurter Straße 184 (Standort)  | Martin Reck                      | Hier wohnte Martin Reck Jg. 1874 Verhaftet 1944 KZ Dachau Tot nach Befreiung 30.06.1945           | 6. März 2007  |      |           |
| Frankfurter Straße 173 (Standort)  | Heinrich Grünebaum               | Hier wohnte Heinrich Grünebaum Jg. 1900 deportiert 1942 Majdanek ermordet 8.7.1942                | 18. Feb. 2009 |      |           |
| Frankfurter Straße 173 (Standort)  | Klara Grünebaum                  | Hier wohnte Klara Grünebaum geb. Lewy Jg. 1900 deportiert 1942 Region Lublin ermordet             | 18. Feb. 2009 |      |           |
| Frankfurter Straße 173 (Standort)  | Edith Grünebaum                  | Hier wohnte Edith Grünebaum Jg. 1932 deportiert 1942 Region Lublin ermordet                       | 18. Feb. 2009 |      |           |